# Ménopome
Cryptobranchus alleganiensis
Espèce
Synonymes
- Salamandra alleganiensis Daudin, 1803
- Salamandra horrida Barton, 1808
- Salamandra gigantea Barton, 1808
- Salamandra maxima Barton, 1808
- Cryptobranchus salamandroides Leuckart, 1821
- Urotropis mucronata Rafinesque, 1822
- Menopoma fusca Holbrook, 1842
- Cryptobranchus terassodactylos Wellborn, 1936

Statut de conservation UICN

 NT  : Quasi menacé
Statut CITES
Cryptobranchus alleganiensis est une espèce d'urodèles de la famille des Cryptobranchidae.
Elle est appelée Ménopome ou Salamandre-alligator en français.

## Répartition et habitat

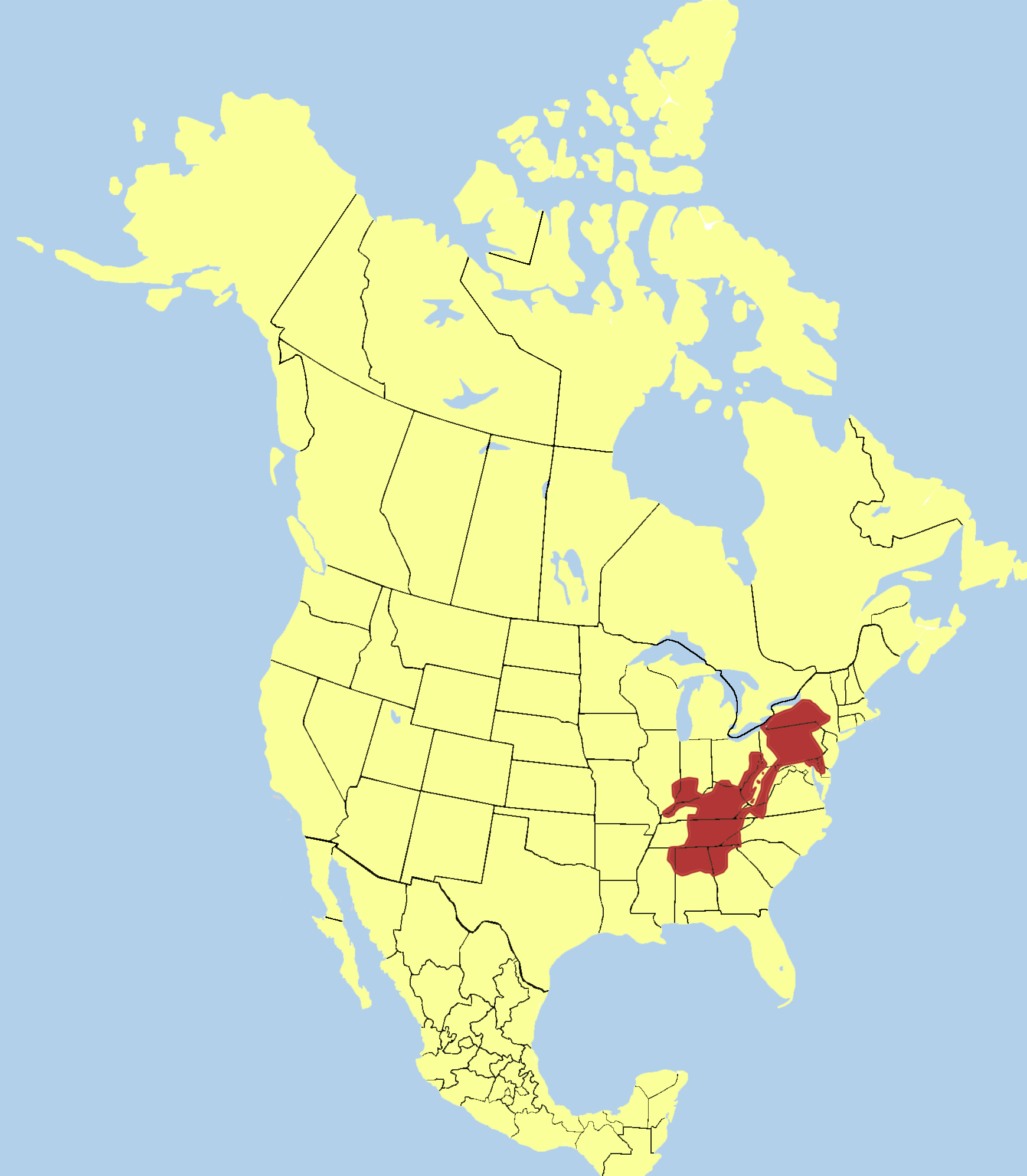
Distribution

Cette espèce est endémique des Appalaches aux États-Unis. Elle se rencontre dans l'État de New York, en Pennsylvanie, en Ohio, en Virginie-Occidentale, au Virginie, au Maryland, au Kentucky, en Indiana, en Illinois, en Caroline du Nord, en Caroline du Sud, au Tennessee, en Géorgie, en Alabama et au Mississippi.
Elle vit dans des eaux claires et rocheuses. Elle évite généralement les eaux ayant une température de plus de 20 °C.

## Description

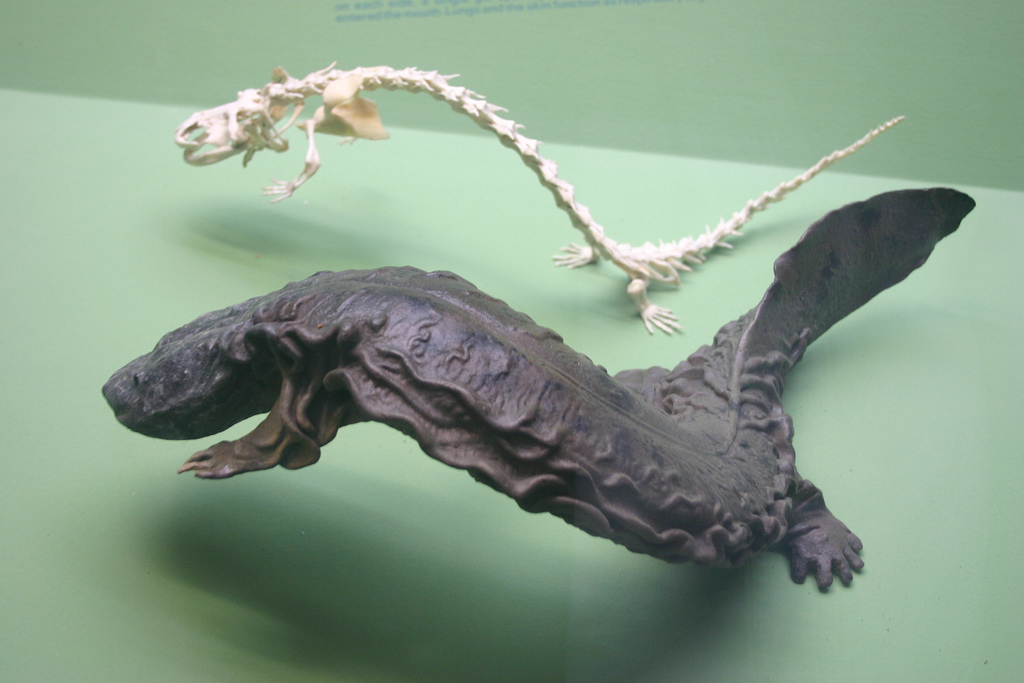
Cryptobranchus alleganiensis

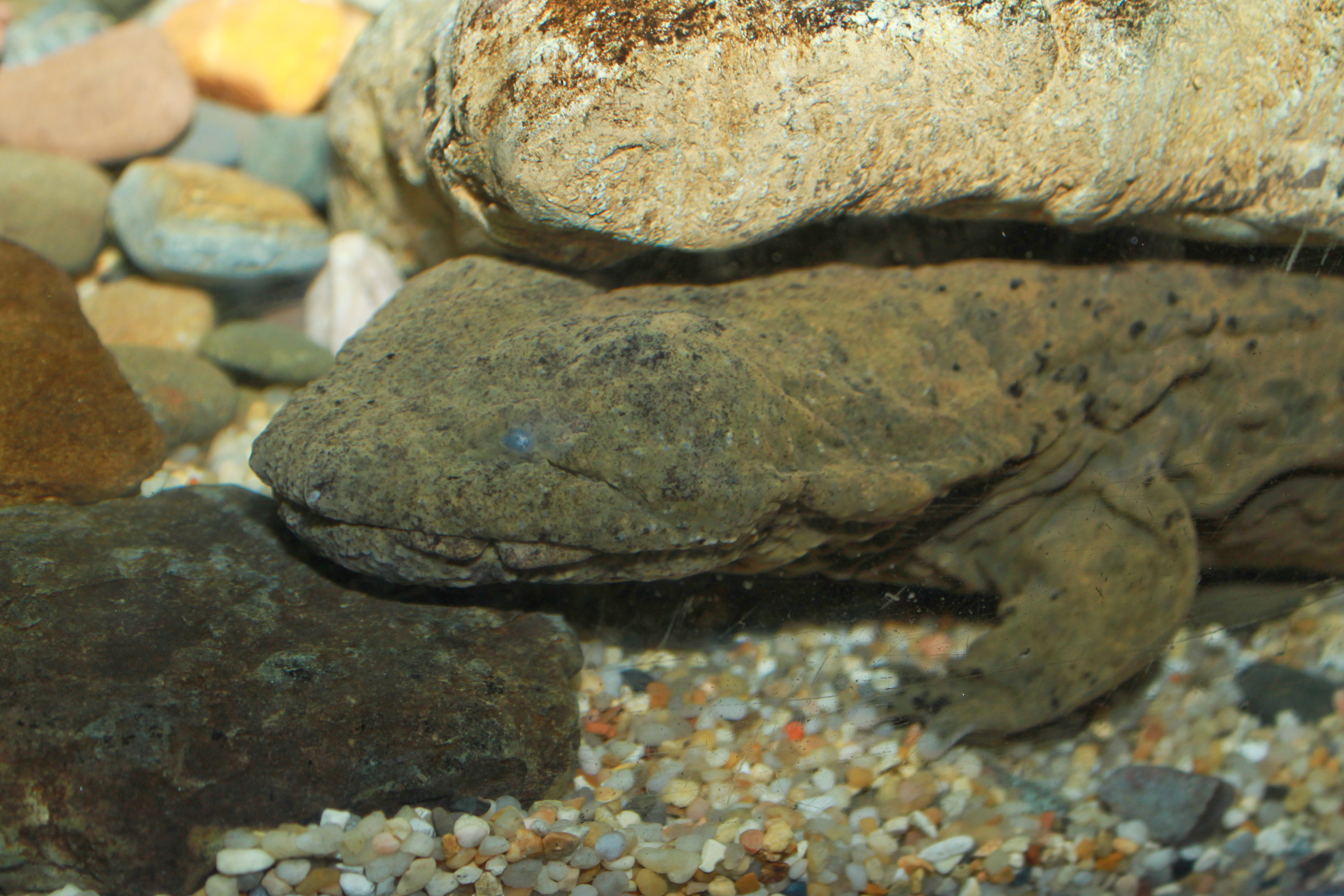
Cryptobranchus alleganiensis

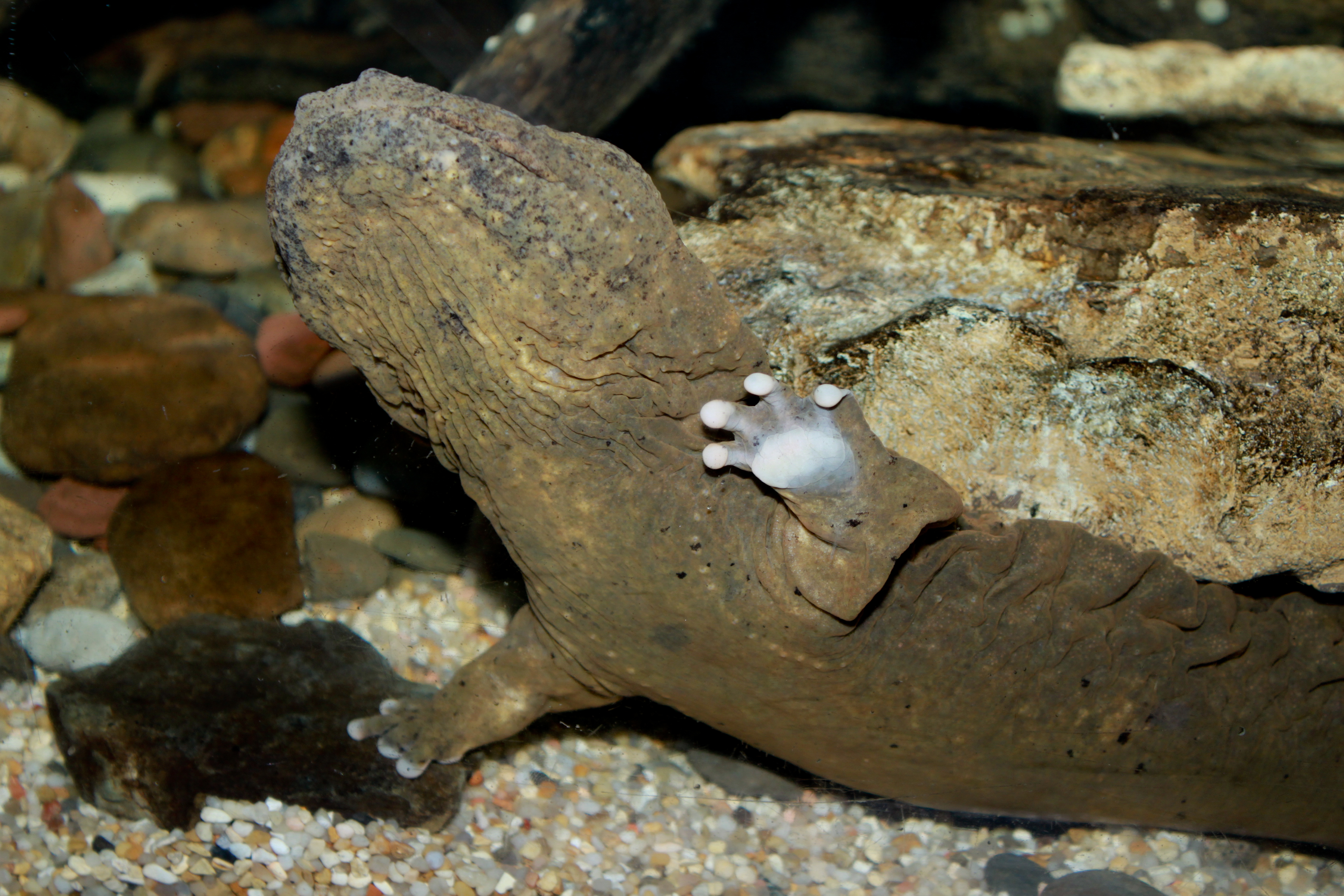
Cryptobranchus alleganiensis

Cryptobranchus alleganiensis mesure de 300 à 740 mm pour une masse comprise entre 1,5 et 2,5 kg, ce qui en fait la troisième salamandre la plus grosse après Andrias davidianus et Andrias japonicus. Son dos présente une teinte brune mêlée de brun-roux. Son ventre est plus clair. Cette espèce, exclusivement aquatique, est nocturne bien qu'elle soit active par temps nuageux.

## Étymologie
Son nom d'espèce, composé de allegani[s] et du suffixe latin -ensis, « qui vit dans, qui habite », lui a été donné en référence au lieu de sa découverte, les monts Allegheny, par le botaniste André Michaux.

## Taxinomie
Cryptobranchus bishopi a été relevée de sa synonymie avec Cryptobranchus alleganiensis par Collins en 1991.

### Publication originale
- Daudin, 1803 : Histoire Naturelle, Générale et Particulière des Reptiles; ouvrage faisant suite aux Œuvres de Leclerc de Buffon; et partie du Cours complet d'Histoire naturelle rédigee par C.S. Sonnini, membre de plusieurs sociétés savantes, vol. 8, F. Dufart, Paris, p. 1-439 (texte intégral).